# Strange Behavior
Strange Behavior — второй студийный альбом американской синти-поп-группы Animotion. Выпущен в 1986 году на лейбле Casablanca Records.

## Об альбоме
Для записи некоторых композиций были привлечены известные авторы-песенники: Майк Чепмен, Берни Топин, Холли Найт. Результатом их сотрудничества стала
композиция I Engineer, записанная в 1984-1985 году и впоследствии выпущенная синглом и имевшая успех у европейских слушателей. Ещё одним синглом стала песня I Want You, написанная Уодхэмсом в соавторстве с Риком Нейхером. Во второй части альбома преобладают энергичные песни с запоминающимися припевами и синтезаторами.

## Чарты
Композиция I Engineer заняла 2-е место в немецких и 6-е в швейцарских чартах.

## Список композиций
| №                   | Название                  | Автор(ы)                                  | Длительность |
| ------------------- | ------------------------- | ----------------------------------------- | ------------ |
| 1.                  | «I Want You»              | Билл Уодхэмс, Рик Нейхер                  | 4:36         |
| 2.                  | «I Engineer»              | Майк Чепмен, Берни Топин, Холли Найт      | 4:13         |
| 3.                  | «Strange Behavior»        | Рэнди Шарп, Дон Киркпатрик                | 3:57         |
| 4.                  | «Stealing Time»           | Билл Уодхэмс                              | 3:55         |
| 5.                  | «Anxiety»                 | Деннис Морган, Дон Киркпатрик, Джон Дэвис | 4:15         |
| 6.                  | «Out of Control»          | Грег Смит, Луи Стоун                      | 3:30         |
| 7.                  | «Stranded»                | Грег Смит, Луи Стоун                      | 3:21         |
| 8.                  | «The Essence»             | Билл Уодхэмс                              | 4:07         |
| 9.                  | «One Step Ahead»          | Грег Смит, Луи Стоун                      | 3:35         |
| 10.                 | «Staring Down The Demons» | Дон Киркпатрик, Рэнди Шарп                | 4:14         |
| Общая длительность: | Общая длительность:       | Общая длительность:                       | 39:37        |

## Участники записи
- Билл Уодхэмс — вокал, гитара, клавишные;
- Астрид Плейн — вокал;
- Дон Киркпатрик — гитара, бэк-вокал;
- Чарльз Оттавио — бас-гитара, бэк-вокал;
- Грег Смит — клавишные, бэк-вокал;
- Гари Чанг — синтезатор;
- Майк Бейрд — ударные;
- Джеймс Блер — ударные, перкуссия.

## Кавер-версии песен
- Американский певец Майкл Дамьен исполнил кавер-версию песни I Engineer в 1986 году.
- Немецкая синти-поп-группа Camouflage исполнила кавер песни I Engineer в 1990 году.

## Переиздание
В 2009 году на британском лейбле Cherry Pop Records вышло переиздание на CD. Переиздание включает 5 бонус-треков — ремиксов композиций I Engineer, Obsession и I Want You.